# Kamo Shōgo
Kamo Shōgo (jap. 加茂 正五; * 12. Dezember 1915 in Hamamatsu; † 14. September 1977) war ein japanischer Fußballspieler. Er ist der Bruder von Kamo Takeshi.

## Nationalmannschaft
1936 debütierte Kamo für die japanische Fußballnationalmannschaft. Kamo bestritt zwei Länderspiele. Mit der japanischen Nationalmannschaft qualifizierte er sich für die Olympischen Spiele 1936.

## Errungene Titel
- Kaiserpokal: 1938